# Galo Inox Aperam
O Galo Inox Aperam é uma escultura em aço inoxidável localizada na esplanada da Arena MRV, estádio do Clube Atlético Mineiro (CAM), em Belo Horizonte, Minas Gerais. Inaugurada em 29 de abril de 2025, a obra foi concebida como um presente da siderúrgica mineira Aperam, maior produtora de inox da América Latina, para a cidade e o estádio.
Com 13 toneladas, 8 metros de altura e mais de 4 mil penas de aço inox, a escultura ocupa uma área total de 60 metros quadrados e passou a integrar o conjunto de atrativos turísticos da capital mineira, especialmente em dias de jogos e eventos realizados na Arena MRV.
A iniciativa foi celebrada pelo principal investidor da Sociedade Anônima de Futebol (SAF) do CAM, Rubens Menin, e pelo ídolo atleticano Reinaldo.

## Simbolismo e sustentabilidade
O monumento foi concebido com um design moderno, sustentável e de forte caráter simbólico. O galo, mascote do CAM, é retratado em postura imponente e sua estrutura é composta pelo Aço Verde Aperam, produzido 100% com carvão vegetal proveniente de florestas renováveis de eucalipto cultivadas no Vale do Jequitinhonha, em Minas Gerais.
A obra de arte é composta por três elementos principais:
- Galo: estrutura principal, inteiramente confeccionada em inox;
- Bola: esfera de inox, com 2,10 metros de diâmetro e 120 kg;
- Base: no formato do escudo do CAM, é feita em aço carbono, tem 13 metros de comprimento, 8 metros de largura e 40 centímetros de altura.

## Números e curiosidades
- 200 peças formam a base da escultura, no formato do escudo do CAM;
- 7 metros é o tamanho da maior peça, localizada na cauda do Galo;
- 6 centímetros é o tamanho da menor peça, posicionada na crista do Galo;
- 99% das peças foram cortadas a laser;
- Mais de 13 mil pontos de solda foram necessários para unir as peças;
- Mais de 4 mil penas de inox dão vida à escultura;
- 7 meses foi o tempo total de trabalho;
- 100 profissionais envolvidos em todas as fases do projeto.

## Histórico
O Galo Inox Aperam foi idealizado como um presente da siderúrgica Aperam para marcar a reinauguração da Arena MRV, unindo simbolismo, arte e tecnologia industrial. A partida que marcou a reinauguração do estádio foi realizada em 11 de maio de 2025, em jogo válido pelo Campeonato Brasileiro, entre o Atlético Mineiro e o Fluminense, com vitória do time mineiro por 3 a 2.
A escultura foi considerada um desafio técnico, estético e logístico. Embora existam outras esculturas de galos em estádios ao redor do mundo, como no estádio do Tottenham Hotspur, na Inglaterra, o Galo Inox Aperam é considerado um projeto único, tanto pelo uso do aço inoxidável quanto pelas técnicas construtivas empregadas.
Para conferir textura, movimento e efeitos de luz e sombra à escultura, foram utilizadas diferentes técnicas de conformação do inox (após o corte e o polimento das placas) em cada parte da estrutura, como a crista, a cauda, as penas, a espora e os pés.
Os módulos do Galo Inox Aperam (pés, corpo e cabeça) foram pré-montados em galpões antes de serem transportados para a Arena MRV em caminhões. Já no local, os módulos foram encaixados e receberam os acabamentos finais.
Para içá-los do caminhão até a esplanada da Arena MRV, foi utilizado um guindaste com alcance de 56 metros e contrapesos de 71 toneladas, posicionado na rua lateral ao estádio. A operação logística foi considerada uma das etapas mais complexas da instalação da obra.

## Câmeras de alta definição
A escultura conta com câmeras panorâmicas de alta definição instaladas em seus olhos. Cada sensor possui resolução de 32 megapixels, o que equivale a quatro vezes a resolução de uma imagem em 4K (8 megapixels). Para simular o campo de visão de um galo, foram utilizadas lentes com ângulo de 180 graus, proporcionando ampla cobertura da área da esplanada do estádio.
As câmeras estão interligadas aos telões do estádio, permitindo que torcedores acompanhem, a partir das arquibancadas, a movimentação do lado externo em tempo real.
Além da função de exibição ao vivo, os equipamentos possuem as seguintes características e funcionalidades:
- Robustez física: projetada para uso externo e com proteção contra impactos (antivandalismo);
- Análises e Inteligência: capacidade de realizar reconhecimento facial e contagem de pessoas em áreas específicas;
- Visão noturna aprimorada: equipada com infravermelho (IR) e sensores sensíveis à luz, oferece excelente desempenho mesmo em condições de baixa iluminação.

## Inox na arquitetura moderna
O inox é 100% reciclável e está cada vez mais presente no dia a dia das pessoas, seja a partir da aplicação já consolidada na construção civil, utensílios domésticos e hospitalares, indústria química, automotiva e alimentícia, ou do seu uso disruptivo no design e arquitetura.
Devido às suas características como plasticidade, durabilidade e versatilidade, o inox é uma matéria-prima ideal para esculturas expostas em ambientes externos e as variações do tempo. Por isso, vem sendo muito usado por artistas e arquitetos brasileiros e internacionais. 
O Galo Inox Aperam insere Belo Horizonte na cena de grandes cidades contemporâneas que adotaram o inox como um manifesto à modernidade e à sustentabilidade na paisagem urbana.
Obras que são referências internacionais, como o Cloud Gate, em Chicago (EUA), e o Atomium, em Bruxelas (Bélgica), mostram como esculturas em inox podem se tornar icônicas. No Brasil, a fachada do Allianz Parque, em São Paulo (SP), a maior obra arquitetônica em inox do país, é outro exemplo. Construída com inox produzido pela Aperam, a fachada permanece intacta mesmo após uma década da inauguração do estádio.

## Galeria de fotos

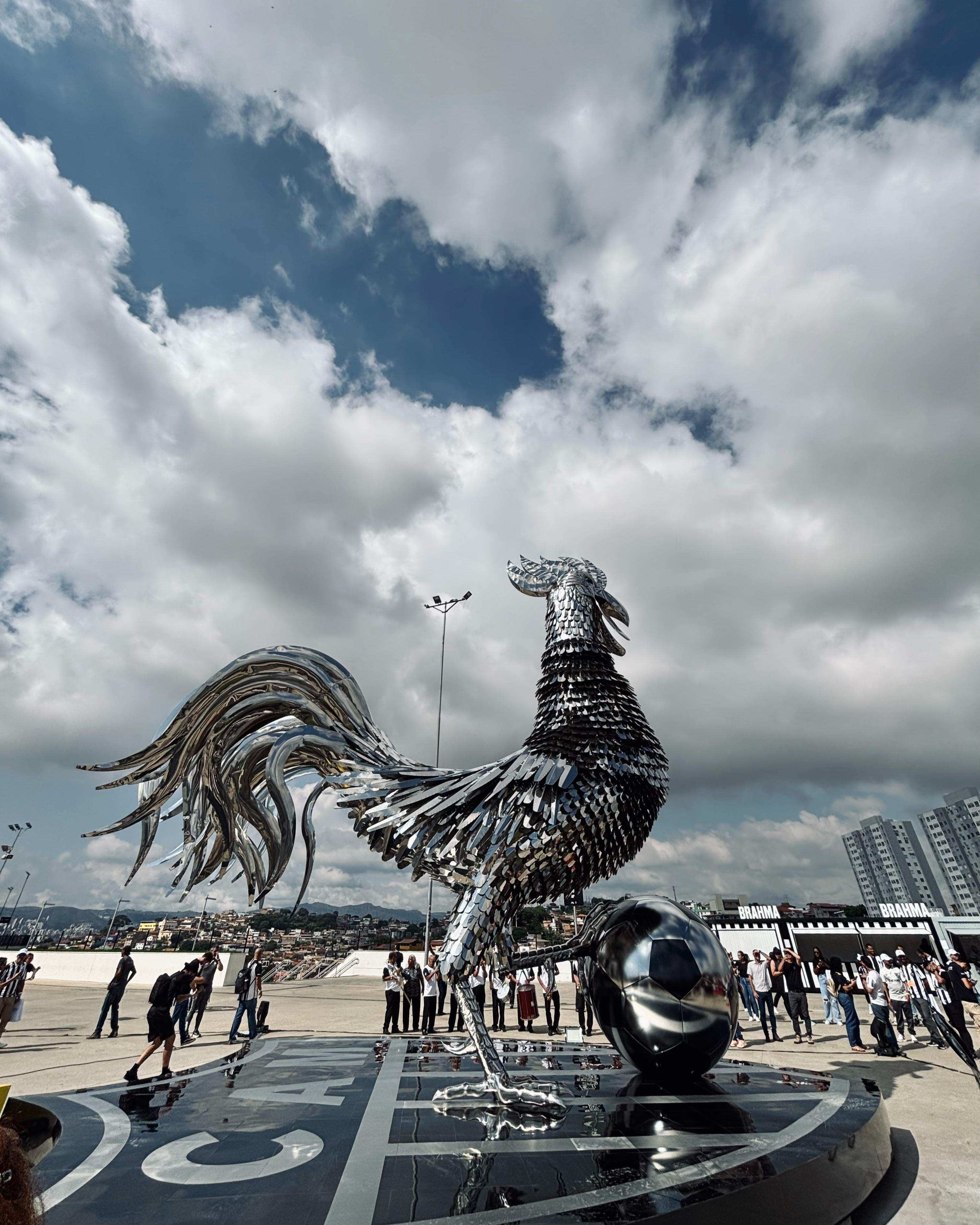
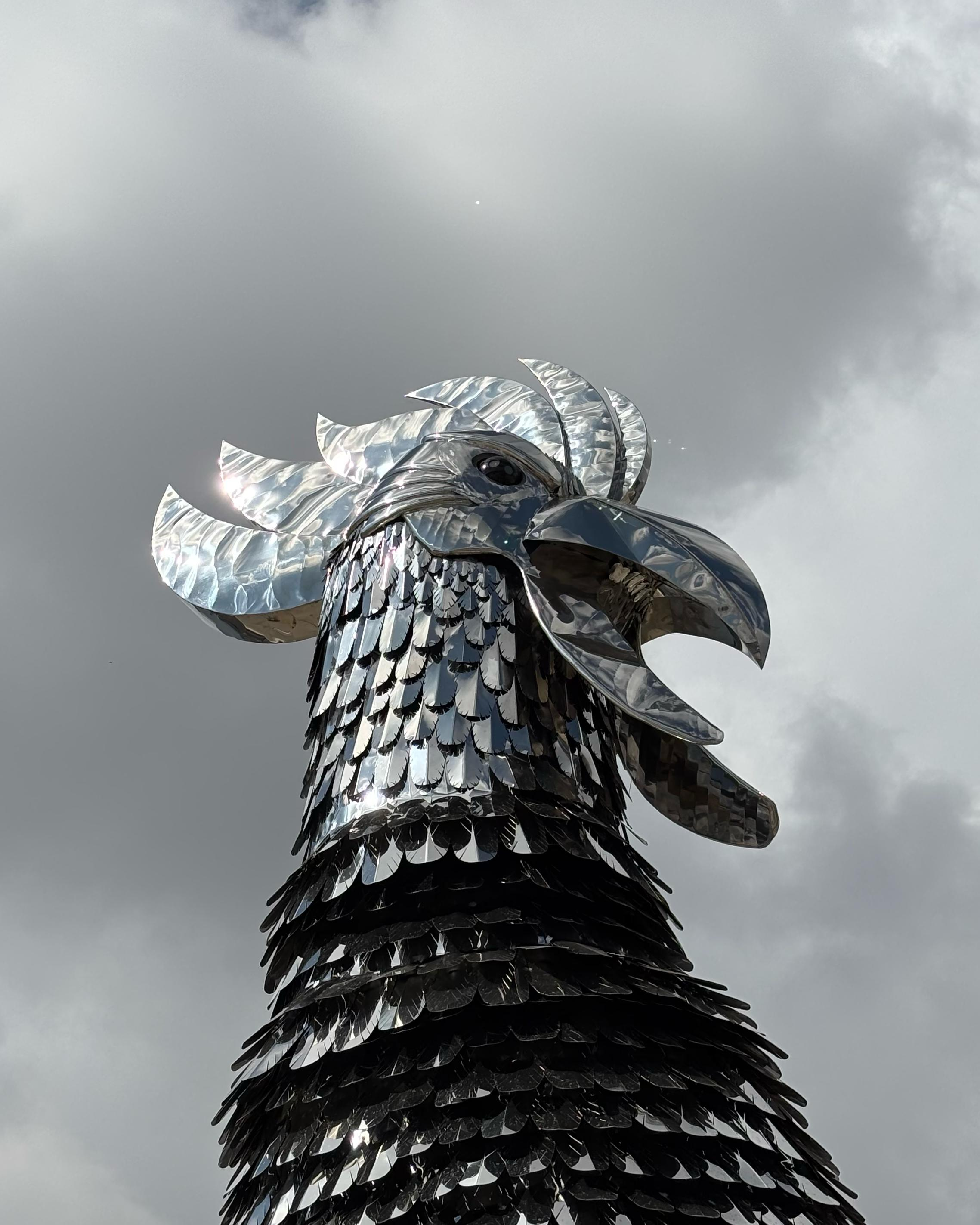
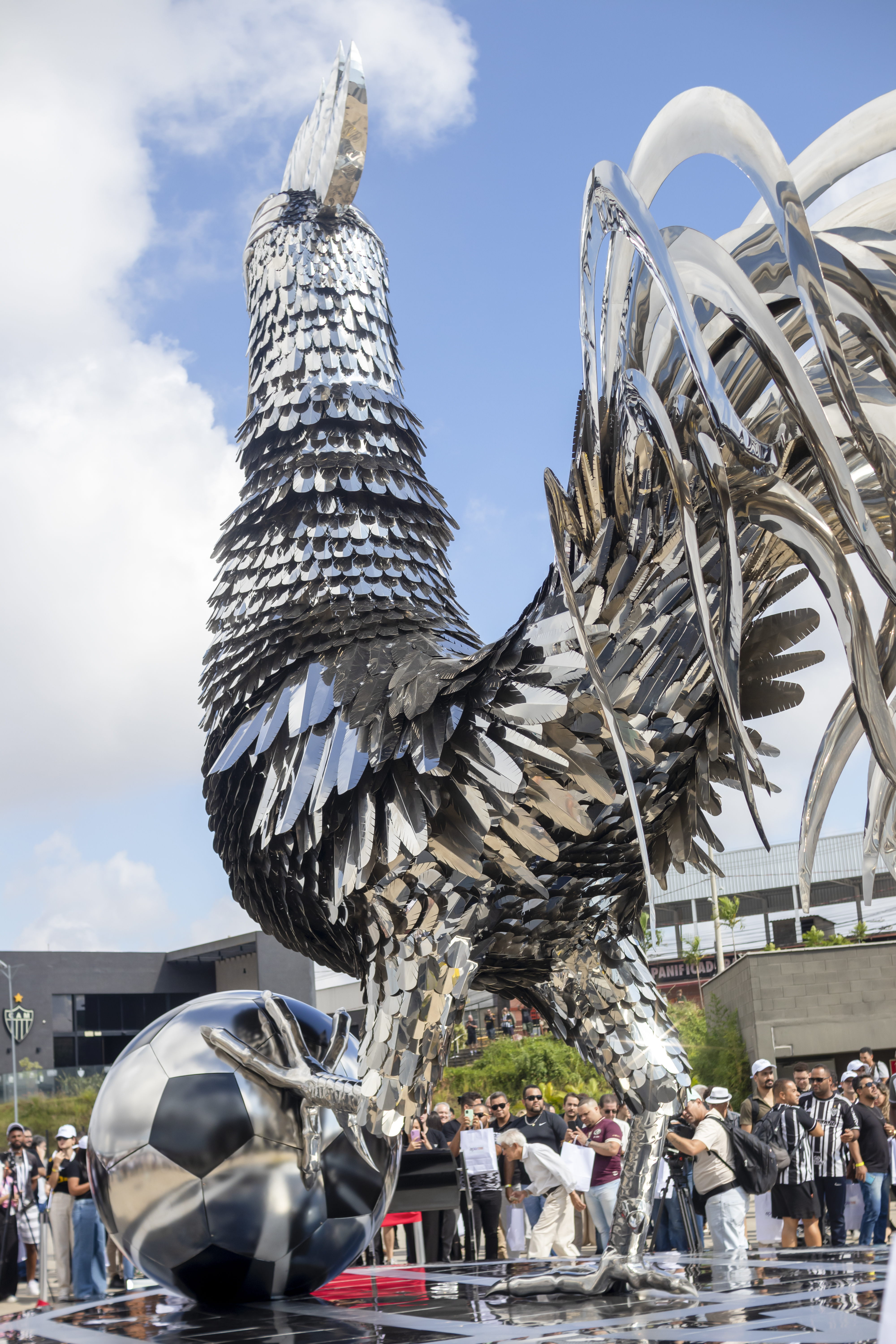
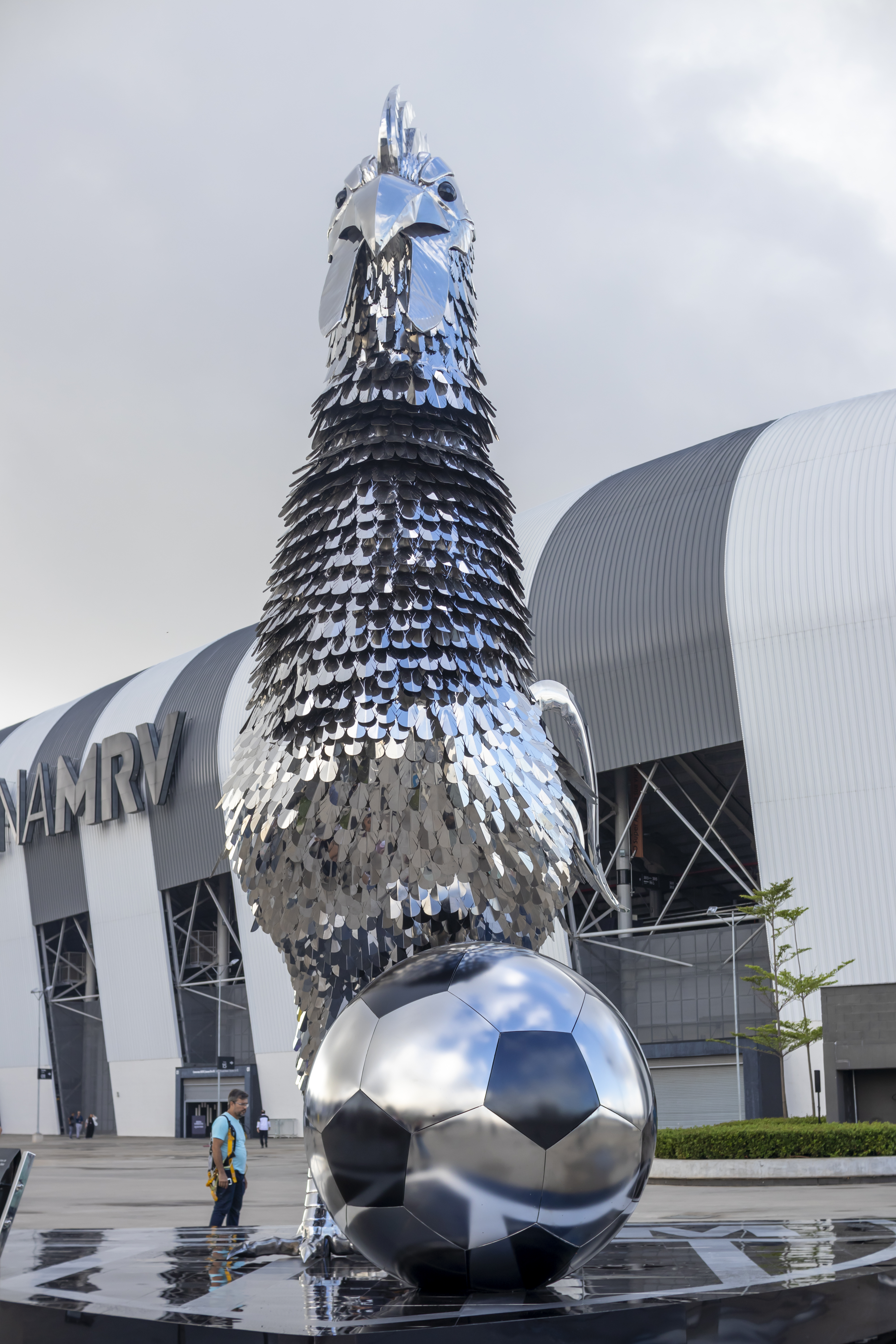
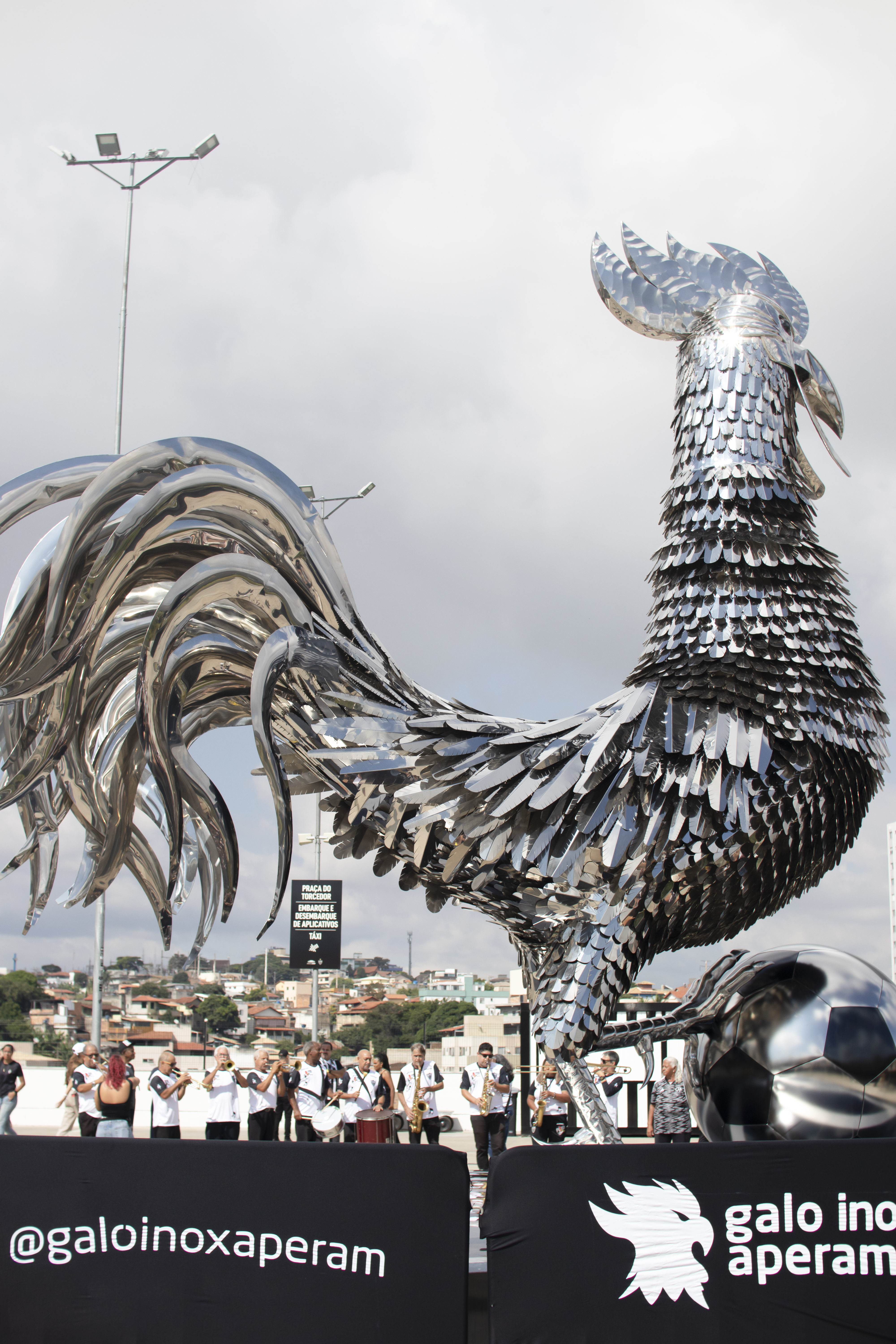
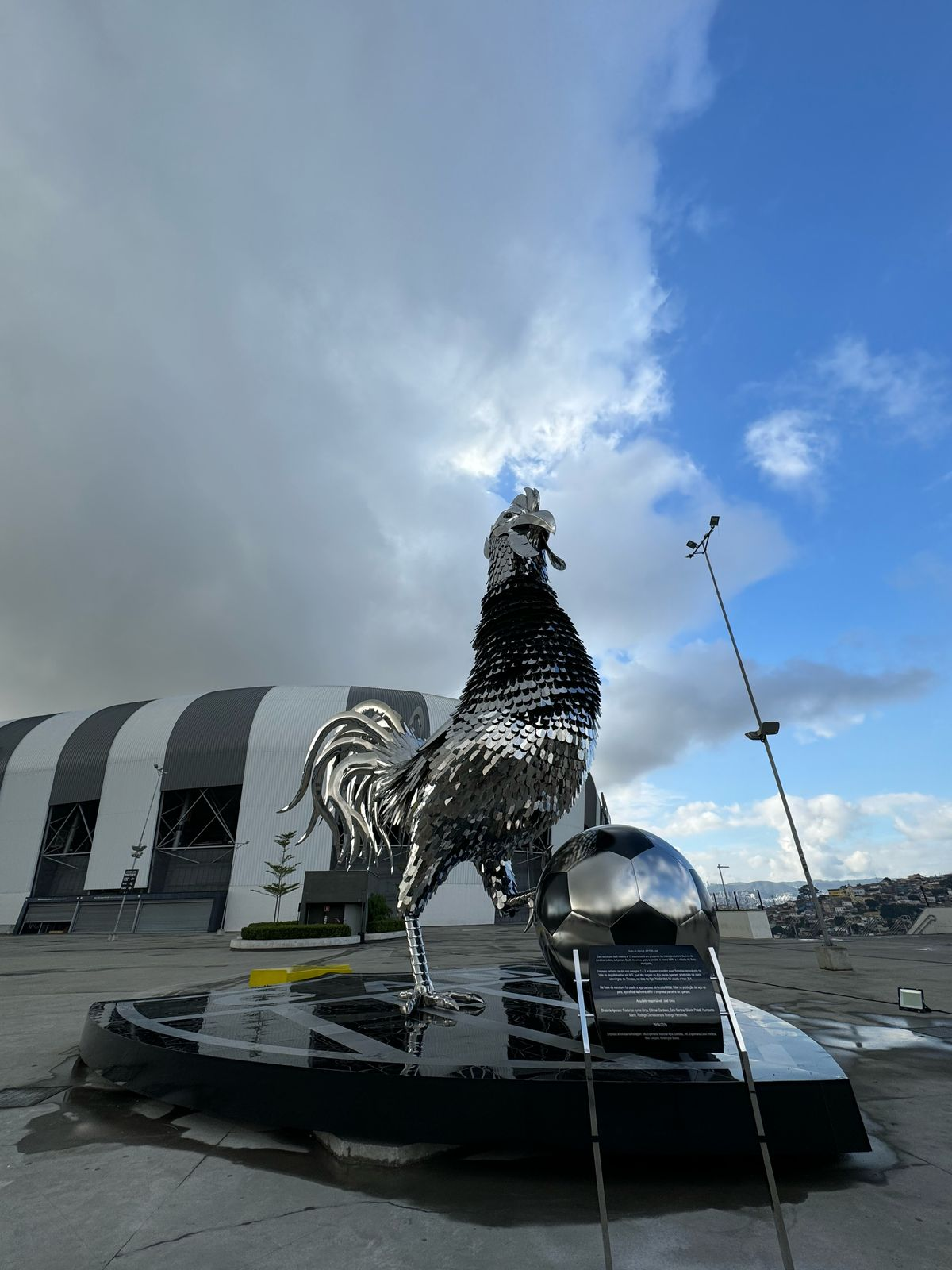
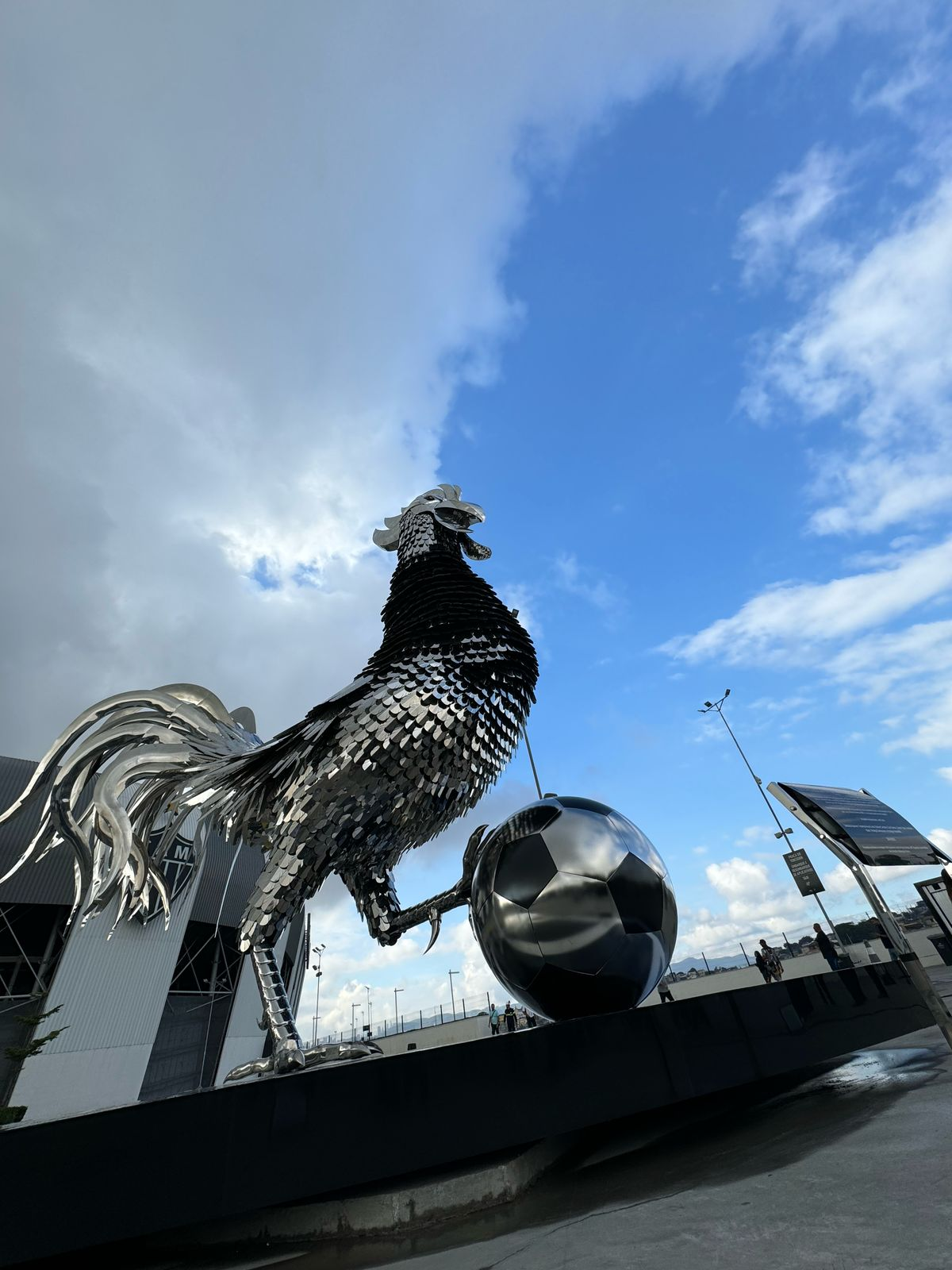

## Links Externos
- Galo Inox Aperam no Instagram
- Arena MRV
- Aperam
- Clube Atlético Mineiro